# Volley-ball masculin aux Jeux d'Amérique centrale et des Caraïbes
Le volley-ball masculin aux Jeux d'Amérique centrale et des Caraïbes est une compétition sportive qui est intégrée aux Jeux depuis la seconde édition ayant eu lieu en 1930. Au XXe siècle, elle est dominée par Cuba, qui remporte dix des seize compétitions.

## Palmarès
| Année | Lieu                 | Champion   | Finaliste              | Troisième              | Quatrième              |
| ----- | -------------------- | ---------- | ---------------------- | ---------------------- | ---------------------- |
| 1930  | La Havane            | Mexique    | Cuba                   | Salvador               |                        |
| 1935  | San Salvador         | Mexique    | Porto Rico             | Cuba                   |                        |
| 1946  | Barranquilla         | Cuba       | Porto Rico             | Mexique                |                        |
| 1950  | Guatemala            | Mexique    | Cuba                   | Porto Rico             |                        |
| 1954  | Mexico               | Mexique    | Porto Rico             | Cuba                   |                        |
| 1959  | Caracas              | Mexique    | Venezuela              | Porto Rico             |                        |
| 1962  | Kingston             | Mexique    | République dominicaine | Venezuela              |                        |
| 1966  | San Juan             | Cuba       | Venezuela              | Mexique                |                        |
| 1970  | Panamá               | Cuba       | Venezuela              | Mexique                |                        |
| 1974  | Santo Domingo        | Cuba       | Mexique                | République dominicaine |                        |
| 1978  | Medellín             | Cuba       | Venezuela              | Mexique                |                        |
| 1982  | La Havane            | Cuba       | Mexique                | Venezuela              |                        |
| 1986  | Santiago             | Cuba       | République dominicaine | Porto Rico             |                        |
| 1990  | Mexico               | Cuba       | Mexique                | Venezuela              |                        |
| 1993  | Ponce                | Cuba       | Porto Rico             | Venezuela              |                        |
| 1998  | Maracaibo            | Cuba       | Mexique                | Venezuela              |                        |
| 2002  | San Salvador         | Porto Rico | Mexique                | Venezuela              |                        |
| 2006  | Carthagène des Indes | Porto Rico | Cuba                   | Venezuela              | Mexique                |
| 2010  | Mayaguez             | Porto Rico | Venezuela              | Mexique                | République dominicaine |

## Tableau des médailles
| Rang | Pays                   | Médaille d'or | Médaille d'argent | Médaille de bronze | Total |
| 1    | Cuba                   | 10            | 3                 | 3                  | 16    |
| 2    | Mexique                | 6             | 6                 | 5                  | 17    |
| 3    | Porto Rico             | 3             | 4                 | 3                  | 10    |
| 4    | Venezuela              | 0             | 5                 | 7                  | 12    |
| 5    | République dominicaine | 0             | 2                 | 1                  | 3     |
| 6    | Salvador               | 0             | 0                 | 1                  | 1     |